# Tribes and Empires: Storm of Prophecy
Tribes and Empires: Storm of Prophecy (en chino simplificado, 一九州海上牧云记, piyin: Jiu Zhou · Hai Shang Mu Yun Ji), es una serie de televisión china transmitida del 21 de noviembre del 2017 hasta el 4 de enero del 2018 a través de iQiyi, Tencent, Youku y Hunan TV. La serie está basada en la novela "Hai Shang Mu Yun Ji" de Jin Hezai.

## Argumento
La serie está ambientada en Novoland y sigue la historia de lealtad, amistad, enemistad y romance entre los jóvenes descendientes durante los años crepusculares de la Dinastía Duan. La Dinastía/Imperio Duan de Novoland ha existido por más de 200 años, después de establecerse a partir de una invasión bárbara, la gente adoptó la cultura de Zhongzhou y a pesar de su apariencia externa de poder y prosperidad, está comenzando a mostrar signos de decadencia.
El joven Príncipe Muyun Sheng, quien nació de una hermosa madre espiritual, fue rechazado y no querido desde que era joven debido a su identidad, habiendo vivido en aislamiento y soledad a lo largo de su vida, un día Sheng descubre la verdad sobre la muerte de su madre, a través de su antigua asistente. Junto con el nuevo conocimiento se le otorga una perla mágica, la cual perteneció en el pasado a su madre. Mientras que sus hermanos luchan por el trono, el caprichoso príncipe pasa sus días buscando los misterios de la gema y para el mundo exterior es declarado loco y luego muerto. 
Años más tarde, cuando el Emperador y su hermano mueren, el joven príncipe Sheng es puesto en el trono. Anhelando el mundo de la gema y a Panxi, la mujer que vio en él, se escapa del palacio rompiendo la barrera entre él y la gente del río. Junto con el palacio, Sheng deja atrás el caos y un país que es atacado por todos lados.
Liderando el ataque en tierra está, Shuofeng Heye, un hombre que ha domesticado a los lobos y busca unificar a las tribus nómadas y finalmente darles un hogar propio.
Por otro lado está Muru Hanjiang, el hijo de la familia de generales exiliados que una vez fueron iguales a los de los Muyun. Al regresar de la tierra de los gigantes para buscar venganza por la traición de la familia Muyun, termina convirtiéndose en el improbable aliado del joven emperador Muyun Sheng en contra del nuevo gobernante, su tío Muyun Luan.
A ellos se les unen, Su Yuning, una mujer que fue profetizada para convertirse en Emperatriz pero cuyo corazón sólo le pertenece Hanjiang; Muyun Yanshuang, la Princesa que sólo busca sangre, la Princesa Ji Yuncong del reino caído de Zhongzhou que está decidida a vengar a su gente; la traidora Emperatriz Nanku Mingyi y su malvada sobrina Nanku Yueli, quien pretende ser la nueva Emperatriz.
Pronto el dolor y las tristezas de heridas pasadas ahora se manifiestan en la nueva generación.

## Personajes

### Personajes Principales
| Actor                | Personaje       | N.º de episodios | Notas | Duración    |
| -------------------- | --------------- | ---------------- | --- | ----------- |
| Huang Xuan Zheng Hao | Muyun Sheng     | 52               | El Príncipe Ningrui: es el sexto Príncipe y el Príncipe Heredero, un hombre que es mitad humano y mitad espíritu, que nació con una maldición, el de convertirse en el futuro Emperador y destruir el mundo. Está enamorado de Panxi, una espíritu que vive dentro de una perla mágica. | 2017 - 2018 |
| Shawn Dou            | Muru Hanjiang   | 42               | Es el tercer hijo de la familia Muru. Debido a una profecía que lo ha declarado como un futuro monarca, su padre lo abandona desde que era joven. Hanjiang crece hasta convertirse en un joven resistente y con una personalidad fuerte, que anhela la libertad, pero al mismo tiempo se encarga de proteger la paz del mundo. Protege y ama a Su Yuning, quien también le corresponde.                                         | 2017 - 2018 |
| Zhou Yiwei Zheng Wei | Shuofeng Heye   | 28 -             | Es el Heredero del Norte del Clan Hanzhou Shuofeng. Un hombre que desde joven, fue profetizado para convertirse en el "tieqin", el Gobernante de los Mares y la Tierra. Heye crece de ser un joven vengativo a convertirse en un gobernante valiente y perspicaz, cuyo objetivo es el de unificar las tribus nómadas y finalmente darles un hogar. Está enamorado de la Princesa Muyun Yanshuang, quien también le corresponde. | 2017 - 2018 |
| Xu Lu Eleanor Lee    | Su Yuning       | 26 -             | Es la hija de un eunuco, quien fue profetizada para ser la futura Emperatriz, sin embargo lo único que quiere Yuning es amar a Muru Hanjiang, quien también le corresponde. | 2017 - 2018 |
| Janice Man           | Panxi           | -                | Es una espíritu que vive en una perla mágica, y es el verdadero amor de Muyun Sheng. En realidad su verdadera identidad es la de ser la Esclava del Dios del Universo. | 2017 - 2018 |
| Zhang Jianing        | Muyun Yanshuang | 19               | La Princesa Jing: es una guerrera competitiva que está ansiosa por ganar, admira a Muyun Han y está enamorada de Shuofeng Heye, a quien salvó cuando eran jóvenes de convertirse en esclavo. | 2017 - 2018 |

### Personajes Secundarios

#### Familia Muyun
| Actor                  | Personaje       | N.º de episodios | Notas |
| ---------------------- | --------------- | ---------------- | --- |
| Lu Fangsheng           | Muyun Qin       | -                | Es el Emperador Ming de Duan, quien está constantemente sufriendo por la pérdida de su verdadero amor, Yinrong, a quien sacrificó para mantener su trono. |
| Wang Qianyuan          | Muyun Luan      | -                | El Príncipe Ye: es el hermano mayor del Emperador, quien hace años fue despojado de su posición como Príncipe Heredero por el difunto Emperador. Su objetivo es el de usurpar el trono, ocultando su verdadera personalidad astuta e intrigante detrás de una fachada humorística. |
| Wang Yinan             | Muyun Yan       | -                | Es la hermana menor del joven Emperador, la esposa de Muru Shuo y la madre de Muru Hanshan, Muru Hanchuan y Muru Hanjiang. |
| Li Zifeng              | Muyun Han       | -                | El Príncipe Sawu: es el Príncipe mayor, un hombre franco y honesto, que posee habilidades supremas en artes marciales. |
| Sun Jian               | Muyun Lu        | -                | El Príncipe Ruiwen: es un hombre elegante y amable, que posee gran habilidades en estrategias y tácticas. Está enamorado de Su Yunning, sin embargo ella no siente lo mismo. |
| Peng Guanying          | Muyun Hege      | -                | El Príncipe Yuxing: es el tercer príncipe y el hijo de la Emperatriz. Es un hombre ambicioso y talentoso, cuya codicia por el trono lo destruye. Está enamorado de Nanku Yueli y odia a Muyun Sheng, a quien ve como un "monstruo".                                                |
| Huang Xuan             | Muyun Sheng     | 75               | El Príncipe Ningrui: Es el sexto príncipe y el Príncipe Heredero, es una persona que es mitad humano y mitad espíritu, quien luego de su nacimiento fue profetizado que se convertiría en el futuro Emperador y destruiría al mundo. Está enamorado de Panxi.                      |
| Zhang Jianing          | Muyun Yanshuang | 75               | La Princesa Jing: es una guerrera competitiva que está ansiosa por ganar, admira a Muyun Han y está enamorada de Shuofeng Heye, a quien salvó cuando eran jóvenes de convertirse en esclavo.                                                                                       |
| Zhang Xiaochen Zhou Qi | Muyun De        | -                | Es el segundo hijo de Muyun Luan y el Jefe de la Cámara de Comercio de Wanchuan. Es un hombre que se molesta muy rápido y es astuto. Luan siempre hace las cosas con un objetivo y cuya meta es la de conquistar el mundo con las artes mágicas.                                   |

#### Familia Muru
| Actor                 | Personaje     | N.º de episodios | Notas |
| --------------------- | ------------- | ---------------- | --- |
| Cao Weiyu             | Muru Shuo     | -                | Es el General de Duan, un hombre conocido por su fidelidad y lealtad hacia la familia real. Es el esposo de Muyun Yan y el padre de Muru Hanshan, Hanchuan y Hanjiang. |
| Zhang Yao             | Muru Ping     | -                | Es la hermana mayor de Muru Shuo, la esposa de Muyun Luan y madre de Muyun De. |
| Qu Gaowei             | Muru Hanshan  | -                | Es el hijo mayor de la familia Muru. |
| Zhang Junming         | Muru Hanchuan | -                | Es el segundo hijo de la familia Muru. |
| Shawn Dou Shi Yunpeng | Muru Hanjiang | 75               | Es el tercer hijo de la familia Muru. Debido a una profecía que lo ha declarado como un futuro monarca, su padre lo abandona desde que era joven. Hanjiang crece hasta convertirse en un joven resistente y con una personalidad fuerte, que anhela la libertad, pero al mismo tiempo se encarga de proteger la paz del mundo. Está enamorado de Su Yuning, a quien protege. |

#### Familia Nanku
| Actor             | Personaje    | N.º de episodios | Notas |
| ----------------- | ------------ | ---------------- | --- |
| Jiang Qinqin      | Nanku Mingyi | -                | Es la Emperatriz de Duan y la madre de Muyun Hege. A pesar de tener una personalidad autoritaria y de poder, el amor que le tiene a su esposo nunca es correspondido. |
| Yanko Kouji       | Nanku Qi     | -                | Es el hermano mayor de la Emperatriz Nanku, un ministro de la corte.                                                                                                  |
| Wan Qian Ma Zehan | Nanku Yueli  | -                | Es la sobrina de la Emperatriz de Nanku, Mingyi, es una mujer malvada y tiránica cuyo objetivo es el de convertirse en la próxima Emperatriz.                         |

#### Tribu Shuofeng
| Actor                      | Personaje     | N.º de episodios | Notas |
| -------------------------- | ------------- | ---------------- | --- |
| Jiang Yi                   | Shuofeng Da   | -                | Es el padre de Shuofeng Heye y el Jefe del Norte del Clan Hanzhou Shuofeng. |
| Li Nian                    | Longke Danzhu | -                | Es la madre de Shuofeng Heye. |
| Zhou Yiwei Zheng Wei       | Shuofeng Heye | 75               | Es el Heredero del Norte del Clan Hanzhou Shuofeng. Un hombre que desde joven, fue profetizado para convertirse en el "tieqin", el Gobernante de los Mares y la Tierra. Heye crece de ser un joven vengativo a convertirse en un gobernante valiente y perspicaz, cuyo objetivo es el de unificar las tribus nómadas y finalmente darles un hogar. Está enamorado de Muyun Yanshuang. |
| Chen Bingqiang Cao Yingrui | Shuofeng Suhe | -                | Es un chamán. |

#### Tribu Helan
| Actor                   | Personaje     | N.º de episodios | Notas |
| ----------------------- | ------------- | ---------------- | --- |
| You Daqing              | Helan Dao     | -                | Es el Jefe de la tribu Helan. |
| Cai Lu Di Xiaoguang     | Helan Tieyuan | -                | Es el hijo de Helan Duo. |
| Wang Sisi Chen Qianyang | Helan Tieduo  | -                | Es la hija de Helan Duo, una joven bella pero cruel. Está enamorada de Shuofeng Heye, sin embargo él no le corresponde, ya que está enamorado de la Princesa Muyun Yanshuang. |

### Otros Personajes

#### Gente de la Corte Duan
| Actor        | Personaje   | N.º de episodios | Notas |
| ------------ | ----------- | ---------------- | --- |
| Xu Lu        | Su Yuning   | 75               | Es la hija de un eunuco, quien fue profetizada para ser la futura Emperatriz, sin embargo lo único que quiere Yuning es amar a Muru Hanjiang, quien también le corresponde. |
| Song Yunhao  | Lingge Qing | -                | Es el Profeta del Imperio Duan y el Líder de la Secta Huangji Jingtian. |
| Su Guotao    | Gu Songzhi  | -                | Es un ministro de la corte. |
| Liu Bo       | Jin Bingyi  | -                | Es el eunuco principal del Emperador Ming de Duan, Muyun Qin. |
| Wang Gang    | Wu Ruyi     | -                | Es la eunuco principal de la Emperatriz. |
| Sun Zhenglin | Mu Yuan     | -                | Es el ayudante de Muyun Luan. |
| Feng Xinyi   | Yu Xinji    | -                | El General Long Kui, es el leal asistente de Muyun Han. |
| He Dujuan    | Lan Yu'er   | -                | Es la asistente personal de Muyun Sheng, está enamorada de él, sin embargo lo abandona para seguir a Muyun De, luego de ser engañada por él.                                |
| Yu Haoming   | Gu Songtuo  | -                | Es el Teniente general de la "Armadura de Plata de los Muyun" (en inglés: "Muyun Silver Armor")                                                                             |
| Zhang Yanyan | Su Zhen     | -                | Es el maestro de etiqueta de Su Yuning. |

#### Seres Mágicos
| Actor        | Personaje      | N.º de episodios | Notas |
| ------------ | -------------- | ---------------- | --- |
| Janice Man   | Panxi          | 75               | Es una espíritu que vive en una perla mágica, y es el verdadero amor de Muyun Sheng. En realidad su verdadera identidad es la de ser la Esclava del Dios del Universio.               |
| Janine Chang | Yinrong        | -                | Es la madre espíritu de Muyun Sheng. Una vez conocida por ser la mujer más bella del mundo y el verdadero amor del Emperador Muyun Qin, fue asesinada por él para no perder su trono. |
| Li Xinai     | Heshu Hongling | -                | Es una maga que reside en la Selva Negra y está encargada de proteger a los Lobos de la Nieve (en inglés: "Snow Wolves").                                                             |
| Huo Zhengyan | -              | -                | Es el Rey de los Lobos de Nieve, que le promete lealtad a Shuofeng Heye, después de que este le salvara la vida.                                                                      |
| Gu Xuan      | Qianhong       | -                | Es un espíritu. |
| Jia Haitao   | Fanla Kaise    | -                | Es el Rey de los Titanes. |
| Hou Yidi     | Meiyin         | -                | Es el Líder de los Merfolks. |
| Du Chun      | Lu Ranqing     | -                | Es el Líder de la Tribu Winged. |

#### Gente de Zhongzhou
| Actor      | Personaje    | N.º de episodios | Notas |
| ---------- | ------------ | ---------------- | --- |
| Zhao Wei   | Mr. Mo       | -                | Es un hombre misterioso de la secta Chen Yue, que posee una gran experiencia en las artes mágicas. Cuyo objetivo final es causar el caos en el mundo. |
| Kan Qingzi | Ji Yuncong   | -                | Es la Princesa del Caído Reino de Sheng, que desea reconstruir su país y vengar a la gente que perdió la vida.                                        |
| Du Yuming  | Long Jinhuan | -                | Es el Jefe de Tian Luo Hall, que asiste a la Princesa Ji Yuncong.                                                                                     |

#### Gente de Hanzhou
| Actor     | Personaje   | N.º de episodios | Notas                                                                  |
| --------- | ----------- | ---------------- | ---------------------------------------------------------------------- |
| Re Yizha  | Jin Zhuhai  | -                | Es la antigua y fallecida esposa de Shuofeng Heye.                     |
| Ji Huanbo | Longke Kun  | -                | Es el cazador más feroz de la Tribu Longke.                            |
| Gao Ye    | Suqin Ziyan | -                | Es la Jefa de la Tribu Suqin, que termina convirtiéndose en una bruja. |
| Han Pujun | Agebu       | -                | Es un empresario bárbaro, que posee una gran cantidad de esclavos.     |

## Episodios
La serie está conformada por 75 episodios, los cuales fueron emitidos a las 20:00hrs.

## Premios y Nominaciones
| Año  | Categoría                          | Premio                                      | Nominado      | Resultado |
| ---- | ---------------------------------- | ------------------------------------------- | ------------- | --------- |
| 2018 | Best Actor (Ancient Drama)         | 24th Huading Award                          | Huang Xuan    | Nominado  |
| 2018 | Best Cinematography                | 24th Shanghai Television Festival           | Jing Chong    | Nominado  |
| 2018 | Best Art Direction                 | 24th Shanghai Television Festival           | -             | Nominado  |
| 2018 | Best Actor                         | 23rd Huading Award                          | Huang Xuan    | Nominado  |
| 2017 | Best Supporting Actor              | 8th Macau International Television Festival | Zhou Yiwei    | Nominado  |
| 2017 | Female Actor in a Television Drama | The Actors of China Award                   | Zhang Jianing | Nominada  |

## Producción
La serie está basada en la novela "Hai Shang Mu Yun Ji" de Jin Hezai.
Fue dirigida por Cao Dun y escrita por Dun, Jin Hezai (今何在) el autor de la novela original, Wei Jingna (魏京娜) y Tian Yanjuan (田妍娟), mientras que la producción estuvo a cargo de Wang Heran con el apoyo del productor ejecutivo Liang Chao (梁超). El programa también contó con la ayuda del director artístico Huang Wei, así como del coreógrafo de acrobacias Lin Peng.
La serie fue una de los dramas chinos más caros producidos, con un presupuesto de entre 300 millones de RMB a 500 millones de RMB.
Las filmaciones comenzaron el 30 de agosto del 2015 y finalizaron el 27 de marzo del 2016 después de 9 meses de filmación. La serie fue filmada en lugares como Xinjiang, Xiangshan, Beijing y Nanjing en China, así como en Hikone, Japón.
Se reportó que fue la primera serie de televisión china en utilizar la técnica de filmación de Animatrónica, mientras que los efectos especiales fueron realizados por la compañía francesa "Technicolor SA".
La serie contó con el apoyo de las compañías de producción "Novoland International", "Cultural Communication Ltd" y "Netease", y fue emitida a través de iQiyi, Tencent y Youku.

### Recepción
La serie fue un éxito entre los fanáticos internacionales, debido a su alto nivel de producción, historias impresionantes e interpretaciones excepcionales.

### Distribución Internacional
- China: Tencent Video, iQiyi y Youku - estrenado el 21 de noviembre del 2017 (20 actualizaciones de martes a sábado).
- Estados Unidos: Dramafever.com
- Malasia: dimsum, Sony One y Dramafever.com - estrenado el 19 de diciembre del 2017 (todos los martes a sábado a las 20:00 se actualizan dos episodios).
- Singapur: Sony One y Dramafever.com
- Tailandia: Amarin TV (อมรินทร์ทีวี), Sony One y Dramafever.com - transmitido del 3 de marzo del 2018 al 26 de marzo del 2018 (todos los sábados y domingos de 18:36 a 19:30).
- Taiwán: GTV (八大電視) - transmitido del 11 de diciembre del 2017 al 15 de febrero del 2018 (todos los lunes a viernes de 23:00 a 00:00hrs. A partir del 5 de febrero, fue emitido de las 22:00 horas a 00:00).